# ラガーレグルス
ラガーレグルス（欧字名:Rugger Regulus、1997年5月2日 - 不明）は、日本の競走馬。主な勝ち鞍に1999年のラジオたんぱ杯3歳ステークス。

## 経歴

### デビュー前
生産者の飯田はサクラチトセオーが天皇賞（秋）で見せた末脚に惚れて、種牡馬になってすぐのサクラチトセオーとの交配を実行していた。そうして産まれた仔に飯田は大きな期待をかけていたが、デビュー前に突然の病気で他界した。競りで売却が試みられたが買い手が現れず、育成業者に引き取られた。育成が施された後に3歳5月のプレミア3歳トレーニングセールに開始価格500万円で上場され、密かにラガーレグルスに注目していた奥村啓二によって660万円で落札された。

### 3歳（1999年）
栗東トレーニングセンターの大久保正陽厩舎からデビュー。佐藤哲三の騎乗で1999年9月の新馬戦（阪神ダート1200m）を制し、芝替わりとなる野路菊ステークスも制した。続くデイリー杯3歳ステークスで重賞初出走を果たし2番人気に推されたが、6番人気の笠松競馬のレジェンドハンターに2馬身半差遅れる2着に敗れた。GI初出走となる12月12日の朝日杯3歳ステークスではレジェンドハンターに次ぐ2番人気だったが、優勝したエイシンプレストンに大きく後れを取る7着に終わった。12月25日のラジオたんぱ杯3歳ステークスは中団やや後方につけると、上がり最速の脚で差し切り重賞初勝利を挙げた。

### 4歳（2000年）
4歳初戦の共同通信杯4歳ステークスはスタートで出遅れ、最後方から脚を伸ばすも7着に終わった。続く弥生賞はフサイチゼノン、エアシャカールに続く3着となった。続くクラシック三冠競走第一戦の皐月賞では発走ゲート内で暴れてしまい、ゲートが開いても走り出さずに競走中止となった。
続いてクラシック競走第二戦の東京優駿への出走を目指したが、そのためにはゲート試験を通過する必要があった。まず5月6日に京都競馬場でゲート試験の予行演習を受けた。この時は不審な挙動を見せたものの、大きな問題を起こさずに2回のゲート発走をこなした。しかし続く5月20日の東京競馬場でのゲート試験本試験では、1回目は無事にゲートを出たが、2回目のゲート待機の際にゲート内で暴れてしまい不合格となった。この本試験の際には、心ないファンが柵を傘で叩いて音を出したり大声で野次を飛ばしたりして試験を妨害していた。
結局その後は故障などもあり、出走することなく競走馬を引退した。通算成績は8戦3勝だった。

### 引退後
引退後は種牡馬となり、2001年から2003年まで名馬のふるさとステーションで供用された。2005年12月31日付で転売不明により、種牡馬としての供用は停止されている。その後の動向は不明である。

## 競走成績
以下の内容はnetkeiba.comの情報に基づく。
| 競走日     | 競馬場 | 競走名             | 格   | 距離（馬場）  | 頭 数 | 枠 番 | 馬 番 | オッズ （人気） | 着順 | タイム （上がり3F） | 着差 | 騎手      | 斤量 [kg] | 1着馬（2着馬）       | 馬体重 [kg] |
| ---------- | ------ | ------------------ | ---- | ------------- | ----- | ----- | ----- | --------------- | ---- | ------------------- | ---- | --------- | --------- | -------------------- | ----------- |
| 1999.09.11 | 阪神   | 3歳新馬            |      | ダ1200m（良） | 11    | 1     | 1     | 006.40（3人）   | 01着 | R1:14.6（37.8）     | -0.1 | 0佐藤哲三 | 53        | （チハヤライデン）   | 458         |
| 0000.10.02 | 阪神   | 野路菊S            | OP   | 芝1600m（良） | 13    | 4     | 4     | 008.50（4人）   | 01着 | R1:35.1（35.6）     | -0.3 | 0佐藤哲三 | 53        | （ブイイオン）       | 456         |
| 0000.10.23 | 京都   | デイリー杯3歳S     | GII  | 芝1600m（良） | 11    | 6     | 6     | 003.80（2人）   | 02着 | R1:35.0（34.1）     | -0.4 | 0佐藤哲三 | 53        | レジェンドハンター   | 456         |
| 0000.12.12 | 中山   | 朝日杯3歳S         | GI   | 芝1600m（良） | 16    | 7     | 14    | 004.10（2人）   | 07着 | R1:35.9（37.3）     | -1.2 | 0佐藤哲三 | 54        | エイシンプレストン   | 460         |
| 0000.12.25 | 阪神   | ラジオたんぱ杯3歳S | GIII | 芝2000m（良） | 15    | 2     | 3     | 004.20（2人）   | 01着 | R2:03.7（36.0）     | -0.1 | 0佐藤哲三 | 54        | （オースミコンドル） | 464         |
| 2000.02.06 | 東京   | 共同通信杯4歳S     | GIII | 芝1800m（良） | 11    | 6     | 7     | 002.80（2人）   | 07着 | R1:50.6（35.2）     | -0.9 | 0佐藤哲三 | 57        | イーグルカフェ       | 448         |
| 0000.03.03 | 中山   | 弥生賞             | GII  | 芝2000m（良） | 16    | 8     | 15    | 003.50（2人）   | 03着 | R2:02.5（35.6）     | -0.2 | 0佐藤哲三 | 55        | フサイチゼノン       | 452         |
| 0000.04.16 | 中山   | 皐月賞             | GI   | 芝2000m（稍） | 18    | 1     | 1     | 007.00（3人）   |      | 競走中止            |      | 0佐藤哲三 | 57        | エアシャカール       | 450         |

## 血統表
| ラガーレグルスの血統            | ラガーレグルスの血統                 | ラガーレグルスの血統       | （血統表の出典）           | （血統表の出典） |
| 父系                            | ゼダーン系                           | ゼダーン系                 | ゼダーン系                 |                  |
| 父 サクラチトセオー 1990 黒鹿毛 | 父の父*トニービン Tony Bin 1983 鹿毛 | *カンパラ                  | Kalamoun                   | Kalamoun         |
| 父 サクラチトセオー 1990 黒鹿毛 | 父の父*トニービン Tony Bin 1983 鹿毛 | *カンパラ                  | State Pension              |                  |
| 父 サクラチトセオー 1990 黒鹿毛 | 父の父*トニービン Tony Bin 1983 鹿毛 | Severn Bridge              | Hornbeam                   | Hornbeam         |
| 父 サクラチトセオー 1990 黒鹿毛 | 父の父*トニービン Tony Bin 1983 鹿毛 | Severn Bridge              | Priddy Fair                |                  |
| 父 サクラチトセオー 1990 黒鹿毛 | 父の母サクラクレアー 1990 鹿毛       | *ノーザンテースト          | Northern Dancer            | Northern Dancer  |
| 父 サクラチトセオー 1990 黒鹿毛 | 父の母サクラクレアー 1990 鹿毛       | *ノーザンテースト          | Lady Victoria              |                  |
| 父 サクラチトセオー 1990 黒鹿毛 | 父の母サクラクレアー 1990 鹿毛       | *クレアーブリッジ          | Quadrangle                 | Quadrangle       |
| 父 サクラチトセオー 1990 黒鹿毛 | 父の母サクラクレアー 1990 鹿毛       | *クレアーブリッジ          | Abeyance Lass              |                  |
| 母 レインボーパーク 1984 黒鹿毛 | 母の父*ドン Don 1966 芦毛            | Grey Sovereign             | Nasrullah                  | Nasrullah        |
| 母 レインボーパーク 1984 黒鹿毛 | 母の父*ドン Don 1966 芦毛            | Grey Sovereign             | Kong                       |                  |
| 母 レインボーパーク 1984 黒鹿毛 | 母の父*ドン Don 1966 芦毛            | Diviana                    | Toulouse Lautrec           | Toulouse Lautrec |
| 母 レインボーパーク 1984 黒鹿毛 | 母の父*ドン Don 1966 芦毛            | Diviana                    | Desublea                   |                  |
| 母 レインボーパーク 1984 黒鹿毛 | 母の母シルバーアロー 1970 黒鹿毛     | *テスコボーイ              | Princely Gift              | Princely Gift    |
| 母 レインボーパーク 1984 黒鹿毛 | 母の母シルバーアロー 1970 黒鹿毛     | *テスコボーイ              | Suncourt                   |                  |
| 母 レインボーパーク 1984 黒鹿毛 | 母の母シルバーアロー 1970 黒鹿毛     | ヒサエ                     | *プリメロ                  | *プリメロ        |
| 母 レインボーパーク 1984 黒鹿毛 | 母の母シルバーアロー 1970 黒鹿毛     | ヒサエ                     | ミツマサ                   |                  |
| 母系(F-No.)                     | ソネラ(USA)(FN:4-r)                  | ソネラ(USA)(FN:4-r)        | ソネラ(USA)(FN:4-r)        | [ § 2 ]          |
| 5代内の近親交配                 | Nasrullah 4×5 Hyperion 5×5           | Nasrullah 4×5 Hyperion 5×5 | Nasrullah 4×5 Hyperion 5×5 | [ § 3 ]          |
| 出典                            | 1. 2. 3.                             | 1. 2. 3.                   | 1. 2. 3.                   | 1. 2. 3.         |